# Aconitum

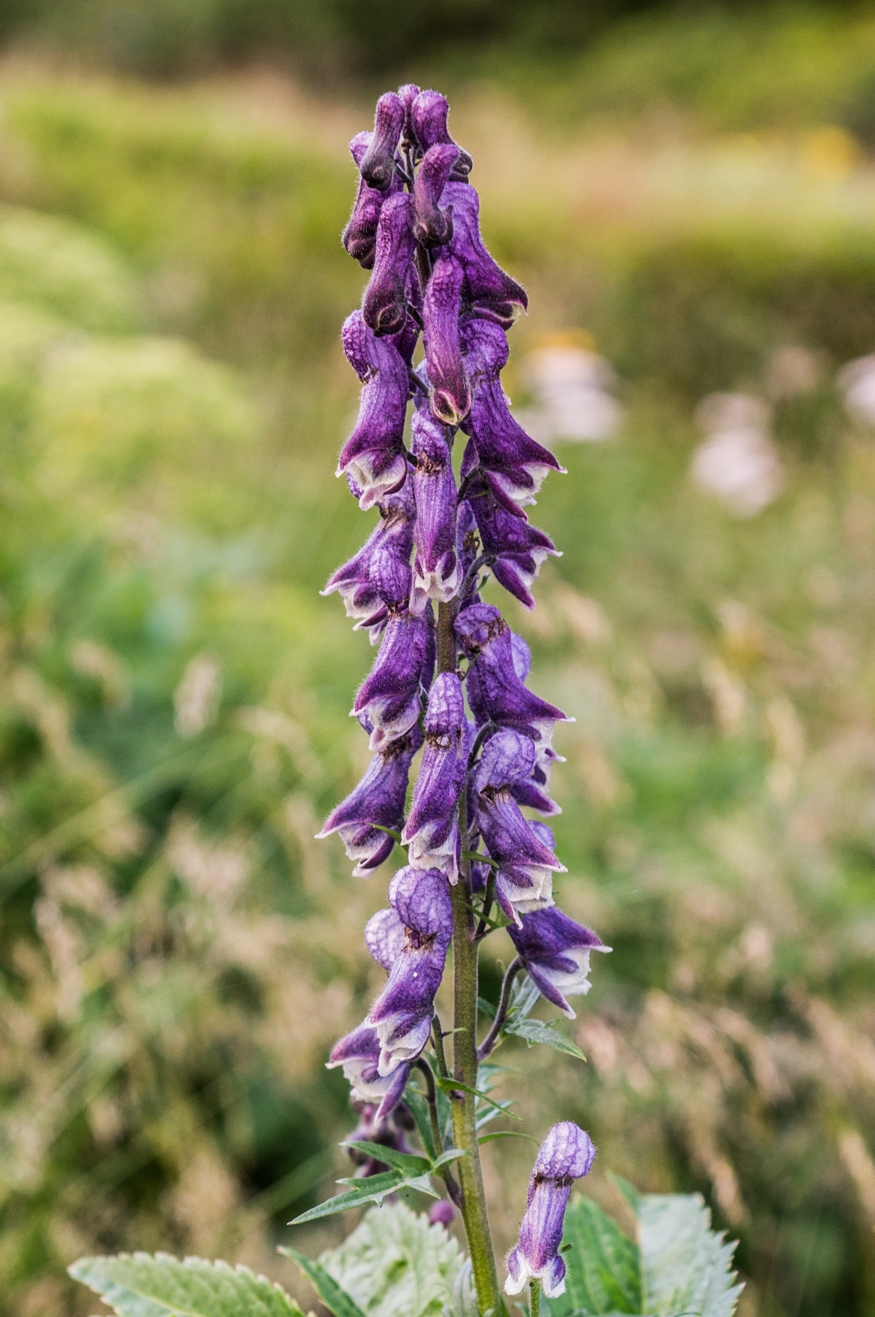
Aconitum moldavicum în Munții Rodnei

Genul Aconitum (aconit sau omag) este un gen ce conține aproximativ 948 de specii descrise, dintre care doar 331 au fost acceptate, aparținând familiei Ranunculaceae. Sunt specii erbacee, perene, native din părțile muntoase din emisfera nordică.